# Remco Balk
Remco Balk (Zuidhorn, 2 maart 2001) is een Nederlands voetballer die doorgaans als aanvaller speelt. Hij verruilde in 2023 FC Utrecht voor SC Cambuur, waar hij het seizoen ervoor ook al aan uitgehuurd was.

## Carrière

### FC Groningen
Balk speelde in de jeugd van VV Zuidhorn voordat hij in 2012 de overstap maakte naar de jeugdopleiding van FC Groningen. In 2018 tekende hij hier een contract tot medio 2021.
Op 8 maart 2020 zat Balk voor het eerst bij de wedstrijdselectie. Zijn daadwerkelijke debuut in het eerste elftal volgde op 25 september 2020. In de competitiewedstrijd tegen FC Twente verving hij in de 66e minuut Ramon Pascal Lundqvist. In de opvolgende wedstrijd van 4 oktober 2020 wist Remco Balk tegen Ajax de enige en daarmee winnende treffer te maken.

### Transfer naar FC Utrecht
Op 20 januari 2021 werd bekendgemaakt dat Balk per direct de overstapt van FC Groningen naar FC Utrecht zou gaan maken. Daar tekende hij een contract tot medio 2025. Zijn debuut voor FC Utrecht volgende een paar dagen later op 24 januari in de competitiewedstrijd tegen Sparta Rotterdam. In de 81e minuut verving hij Bart Ramselaar. Vervolgens speelde Balk afwisselend zijn wedstrijden in zowel het eerste als tweede elftal van FC Utrecht.

### SC Cambuur
Na anderhalf jaar koos FC Utrecht er begin juni 2022 voor om Balk vanaf de ingang van het nieuwe seizoen een jaar te verhuren aan SC Cambuur. In deze deal werd geen optie tot koop opgenomen. Hij kwam dat seizoen 30 keer uit voor de Friezen, waarin hij één keer scoorde. Cambuur degradeerde naar de Keuken Kampioen Divisie.
Medio 2023 stapte hij definitief over naar Cambuur. Het seizoen 2023/24 was hij goed voor negen doelpunten in 38 wedstrijden. Vanaf het seizoen 2024/25 kwam hij pas echt goed op gang; in oktober en november 2024 scoorde hij vijf wedstrijden op rij een doelpunt. Op 10 februari 2025 maakte hij een hattrick tegen Jong PSV en in februari 2025 scoorde hij in totaal zes doelpunten.

## Clubstatistieken

### Beloften
| Seizoen                      | Club            | Land           | Competitie     | Competitie | Competitie | Totaal | Totaal |
| Seizoen                      | Club            | Land           | Competitie     | Wed.       | Dlp.       | Wed.   | Dlp.   |
| ---------------------------- | --------------- | -------------- | -------------- | ---------- | ---------- | ------ | ------ |
| 2020/21                      | Jong FC Utrecht | Nederland      | Eerste divisie | 6          | 1          | 6      | 1      |
| 2021/22                      | Jong FC Utrecht | Nederland      | Eerste divisie | 12         | 1          | 12     | 1      |
| Carrièretotaal               | Carrièretotaal  | Carrièretotaal | Carrièretotaal | 18         | 2          | 18     | 2      |
| Bijgewerkt op 5 januari 2023 |                 |                |                |            |            |        |        |

### Senioren
| Seizoen                       | Club           | Competitie     | Competitie | Competitie | Beker | Beker | Overig | Overig | Totaal | Totaal |
| Seizoen                       | Club           | Competitie     | Wed.       | Dlp.       | Wed.  | Dlp.  | Wed.   | Dlp.   | Wed.   | Dlp.   |
| ----------------------------- | -------------- | -------------- | ---------- | ---------- | ----- | ----- | ------ | ------ | ------ | ------ |
| 2020/21                       | FC Groningen   | Eredivisie     | 11         | 1          | 1     | 0     | 0      | 0      | 12     | 1      |
| Clubtotaal                    | Clubtotaal     | Clubtotaal     | 11         | 1          | 1     | 0     | 0      | 0      | 12     | 1      |
| 2020/21                       | FC Utrecht     | Eredivisie     | 2          | 0          | 0     | 0     | 0      | 0      | 2      | 0      |
| 2021/22                       | FC Utrecht     | Eredivisie     | 17         | 0          | 2     | 1     | 0      | 0      | 19     | 1      |
| Clubtotaal                    | Clubtotaal     | Clubtotaal     | 19         | 0          | 2     | 1     | 0      | 0      | 21     | 1      |
| 2022/23                       | → SC Cambuur   | Eredivisie     | 30         | 1          | 2     | 1     | 0      | 0      | 14     | 1      |
| 2023/24                       | SC Cambuur     | Eerste divisie | 33         | 8          | 5     | 1     | 0      | 0      | 39     | 9      |
| 2024/25                       | SC Cambuur     | Eerste divisie | 37         | 17         | 2     | 0     | 2      | 0      | 41     | 17     |
| 2025/26                       |                |                |            |            |       |       |        |        |        |        |
| Clubtotaal                    | Clubtotaal     | Clubtotaal     | 100        | 26         | 9     | 2     | 2      | 0      | 111    | 28     |
| Carrièretotaal                | Carrièretotaal | Carrièretotaal | 130        | 27         | 12    | 3     | 2      | 0      | 144    | 30     |
| Bijgewerkt op 2 augustus 2025 |                |                |            |            |       |       |        |        |        |        |